# Samuel Ogazi
Samuel Ogazi, né le 14 mai 2006 à Kaduna, est un athlète nigérian spécialiste du 400 mètres.

## Biographie
Il remporte dans la catégorie U18 la médaille d'or du 200 m et du 400 m lors des championnats d'Afrique U18 et U20 de 2023 à Lusaka, en Zambie. Lors des Jeux du Commonwealth de la jeunesse à Port-d'Espagne, il est sacré sur 200 m, 400 m et au titre du relais 4 × 400 m.
En février 2024 à Fayetteville, il établit un nouveau record d'Afrique junior du 400 m en salle en 46 s 27. En mars 2024, à Baton Rouge en Louisiane, il bat le record national cadet du 400 m en établissant le temps de 45 s 35, record qu'il porte à 45 s 29 un mois plus tard à Gainesville. Lors des Relais mondiaux 2024 à Nassau, il prend part à l'épreuve du relais 4 × 400 m mixte et se classe 4e de la finale en établissant un nouveau record d'Afrique en 3 min 12 s 87 en compagnie de Ella Onojuvwevwo, Chidi Okezie et Esther Elo Joseph. Le 11 mai 2024 à Gainesville, juste avant ses 18 ans, il descend pour la première fois sous les 45 secondes en parcourant le tour de piste en 44 s 58, sixième performance junior de tous les temps.
Il est ensuite médaillé de bronze sur 400 m aux Championnats d'Afrique d'athlétisme 2024 à Douala.

## Palmarès
| Date | Compétition                         | Lieu           | Résultat | Épreuve         | Temps         |
| ---- | ----------------------------------- | -------------- | -------- | --------------- | ------------- |
| 2023 | Championnats d'Afrique juniors      | Lusaka         | 1er      | 200 m           | 20 s 93       |
| 2023 | Championnats d'Afrique juniors      | Lusaka         | 1er      | 400 m           | 46 s 01       |
| 2023 | Jeux du Commonwealth de la jeunesse | Port-d'Espagne | 1er      | 200 m           | 21 s 22       |
| 2023 | Jeux du Commonwealth de la jeunesse | Port-d'Espagne | 1er      | 400 m           | 46 s 99       |
| 2023 | Jeux du Commonwealth de la jeunesse | Port-d'Espagne | 4e       | 4 × 400 m mixte | 3 min 28 s 31 |
| 2024 | Relais mondiaux                     | Nassau         | 4e       | 4 × 400 m mixte | 3 min 12 s 87 |
| 2024 | Championnats d'Afrique              | Douala         | 3e       | 400 m           | 45 s 47       |
| 2024 | Jeux olympiques                     | Paris          | 7e       | 400 m           | 44 s 73       |

## Records
| Épreuve            | Temps               | Lieu         | Date            |
| ------------------ | ------------------- | ------------ | --------------- |
| 100 m              | 10 s 90 (+ 0,0 m/s) | Abuja        | 12 mai 2022     |
| 200 m              | 20 s 71 (+ 0,0 m/s) | Tuscaloosa   | 6 avril 2024    |
| 400 m              | 44 s 41             | Paris        | 6 août 2024     |
| 400 m piste courte | 46 s 27 (AU20R)     | Fayetteville | 23 février 2024 |